# 澳洲矮鱸
澳洲矮鱸為輻鰭魚綱鱸形目鱸亞目真鱸科的一種，為溫帶淡水魚，分布於澳洲淡水流域，為特有種，體長可達8.5公分，棲息在溪流、湖泊及沼澤等底中層水域，以昆蟲、橈腳類及甲殼類等為食，生活習性不明。

## 擴展閱讀
維基物種上的相關：澳洲矮鱸